# Royal New Zealand Navy
Royal New Zealand Navy (RNZN) (Maori: Te Taua Moana o Aotearoa, "New Zealands søhær") er den maritime del af New Zealand Defence Force. Flåden består af tolv skibe og fem maritime helikoptere.

## Historie
HMNZS er forkortelse for His Majesty's New Zealand Ship og præfiks for newzealandske flådeenheder. Hvis den newzealandske konge (p.t. Charles 3.) afløses af en regerende dronning, betyder forkortelsen i stedet Her Majesty's New Zealand Ship.
Forkortelsen er afledt af den britiske His Majesty's Ship (HMS), da den britiske monark også er New Zealands monark.
George 5. besluttede i 1911 at newzealandske krigsskibe skulle bruge præfikset HMNZS.

### Før 1. verdenskrig
De første beskrivelser af søkrig ved New Zealand var fra da den nederlandske opdagelsesrejsende Abel Tasman blev angrebet af Maorikrigere i krigswakaer ud for den nordlige spids af Sydøen i december 1642.
En newzealandsk flåde eksisterede ikke som en selvstændig militær styrke før 1941. Royal Navys engagement i New Zealand begyndte ved ankomsten af løjtnant (senere kommandør) James Cook i 1769, som foretog to rejser til New Zealand i henholdsvis 1773 og 1777. Skibe fra Royal Navy besøgte regelmæssigt New Zealand i løbet af det 18. århundrede, indtil indgåelsen af Waitangi-traktaten i 1840. William Hobson var en nøgleperson i udfærdigelsen af traktaten var i New Zealand som en kommandør i Royal Navy. Indgåelsen af Waitangi-traktaten betød at New Zealand formelt blev en koloni i det britiske imperium, så beskyttelsen af nationen blev Royal Navys ansvar. Den rolle påtog flåden sig indtil 1. verdenskrig, og Royal Navy deltog også i maorikrigene, eksempelvis bombarderede en kanonbåd en befæstet maori Pa fra Waikatofloden for at nedkæmpe Kīngitanga.

### 1. verdenskrig og mellemkrigstiden
I 1909 besluttede den Newzealandske regering at bevilge penge til købet af slagkrydseren HMS New Zealand til Royal Navy. Skibet deltog aktivt i hele 1. verdenskrig i Europa. Vedtagelsen af Naval Defence Act 1913 betød oprettelsen af New Zealand Naval Forces, som en del af Royal Navy, og var fra 1921 til 1941 kendt som New Zealand Division of Royal Navy. Det første skib regeringen købte til New Zealand Division var krydseren HMS Philomel, som eskorterede Newzealandske hærstyrker til invasionen af den tyske koloni Samoa i 1914. Philomel deltog i under Royal Navy i krigsskuepladserne i Middelhavet, Rødehavet og den persiske bugt.
I mellemkrigstiden havde New Zealand Division 14 skibe til sin rådighed, inklusiv krydserne HMS Achilles og HMNZS Leander samt minestrygeren HMS Wakakura. Fra 1919/1921 til oktober 1940, var Royal Navy detachementet i og omkring New Zealand benævnt New Zealand Station, men også omtalt som New Zealand eskadren.

### 2. verdenskrig
Da Storbritannien gik i krig mod Nazi-Tyskland i 1939, erklærede New Zealand straks også krig. New Zealand Division blev omdannet til Royal New Zealand Navy (RNZN) fra den 1. oktober 1941 da flåden havde udviklet sig betydeligt, var selvforsynende og kunne operere uafhængigt af Royal Navy. Skibene fik herefter præfikset HMNZS (Hendes/Hans majestæts Newzealandske skib).
HMNZS Achilles delto i det første større søslag i 2. verdenskrig – slaget ved Río de la Plata ud for ud for den argentinske by La Plata tæt på grænsen til Uruguay i december 1939. Achilles og to andre krydsere, HMS Ajax og HMS Exeter, deltog i en operation der tvang besætningen på krigsmarinens lommeslagskib Admiral Graf Spee til at sprænge skibet i luften frem for tabet af mange tyske søfolks liv. Achilles forlagde herefter til Stillehavet hvor man samarbejdede med United States Navy indtil skibet blev beskadiget af et japansk luftangreb ud for New Georgia på Salomonøerne. Efter reparationerne af skibet var skibet underlagt den britiske stillehavsflåde indtil krigens afslutning.
HMNZS Leander eskorterede i 1940 en Newzealandsk ekspeditionsstyrke til Mellemøsten og blev derefter sendt til Middelhavet, Rødehavet og det indiske ocean hvor man foretog bombardementer og eskorter af konvojer. Leander blev i denne tid udsat for angreb fra aksemagternes skibe og fly. I februar 1941, sænkede Leander den italienske hjælpekrydser Ramb I i det indiske ocean. I 1943 efter længere tid i Middelhavet vendte skibet tilbage til Stillehavet. Skibet deltog i sænkningen af den japanske krydser Jintsu, men blev alvorligt beskadiget af torpedoer under slaget ved Kolombangara. Omfanget af skaderne på skibet betød at det tilbragte resten af krigen i dok.
Som krigen udviklede sig voksede størrelsen på RNZN betragteligt og ved krigens afslutning havde man over 60 skibe i aktiv tjeneste. Disse skibe deltog i de allieredes kamp mod Aksemagterne i Europa og mod Japan i stillehavet. Flåden spillede også en yderst vigtig rolle i forsvaret af New Zealand mod tyske hjælpekrydsere, især da truslen om en japansk invasion var overhængende i 1942. Mange handelsskibe blev inddraget og bevæbnet for at skaffe så mange våbenplatforme som muligt til at forsvaret landet. I 1941–1942 blev det aftalt mellem New Zealand og USA, at koordinationen mellem United States Navy og RNZN kunne bedres ved at overdrage operativ kontrol over flåden til United States Navy. Kontrollen med Royal New Zealand Navy blev således overdraget til de task forces underlagt den amerikanske 7. flåde.
I 1943, blev den lette krydser HMS Gambia overdraget til RNZN som HMNZS Gambia. I november 1944, blev den britiske stillehavsflåde etableret bestående af enheder fra Storbritannien og Commonwealth i Sydney, Australien. Størstedelen af de Newzealandske skibe blev tildelt til denne flåde, inklusiv Gambia og Achilles. Skibene tog del i slaget om Okinawa samt operationer omkring Sakishimaøerne, nær Japan. I august 1945, deltog HMNZS Gambia som New Zealands repræsentant ved Japans overgivelse.

### Efterkrigstiden
Skibe fra New Zealands flåde deltog i Koreakrigen, Malayakrisen og konfrontationen mellem Indonesien og Malaysia. I de sidste tre årtier har flåden ofte opereret i Mellemøsten, flådens skibe spillede også en rolle i Iran-Irak-krigen, hvor man beskyttede neutrale skibe i det indiske ocean. Man sendte fregatter til at deltage i Golfkrigen og senere Operation Enduring Freedom. RNZN har også spillet en vigtig rolle flere af de mindre konflikter der har fundet sted i stillehavet såsom i Bougainville, Salomonøerne og Østtimor i 1990'erne, derudover deltager flåden ofte i de Forenede Nationers fredsbevarende opgaver. Flådens operative kommando udgik fra 1961 fra Commodore i Auckland. som blev ændret til "Maritime Commander" i marts 1993.
Udover de internationale opgaver har RNZN bevogtet New Zealands territorialfarvand og eksklusive økonomiske zone samt udført fiskeriinspektion. Flåden støtter desuden landets Scott Base på Antarktis.
En af de bedst kendte flådeaktioner på verdensscenen hændte da regeringen valgte at sende fregatterne Canterbury og Otago til Moruroa atollen in 1973 for at protestere mod franske atomprøvesprængninger i området. Fregatterne blev beordret ind i våbnets potentielle sprængzone, hvilket tvang Frankrig til udsætte sine prøvesprængninger.
Indtil 1960'erne, havde RNZN, ligesom de andre dominions, benyttet White Ensign som et fælles orlogsflag. Efter krigen, hvor Storbritanniens herredømme langsomt slap sit tag, blev landenes udenrigspolitikker efterhånden forskelligartede, og der opstod et ønske og behov for at kunne kende de forskellige dominions fra hinanden – især hvis en blev involveret i en konflikt og en anden ikke var. Derfor valgte New Zealand i 1968 at skabe sit eget orlogsflag hvor man beholdte Union Flag i det øverste hjørne, men erstattede Georgkorset med Sydkorsets konstellation der ligeledes er at finde på landets flag.

## Den moderne flåde

### Flåden
RNZN er, som mange andre flåder, for tiden i færd med en overgangsperiode hvor flådens rolle er ved at blive ændret fra en typisk koldkrigsflåde til en flåde der er bedre rustet til nutidens udfordringer. Tidligere var flåden mere krigsorienteret, baseret på fregatter, men nu har man tilføjet en række nye skibe i flåden der giver den en fleksibilitet der ikke er set tidligere.

#### Kampstyrken
Flådens kampstyrke består af to fregatter af ANZAC-klassen: HMNZS Te Kaha og HMNZS Te Mana. Begge skibe har hjemmehavn ved flådestationen Devonport ved Auckland på Nordøen. Te Kaha hejste kommando den 26. juli 1997 og Te Mana den 10. december 1999.
De to fregatter er søsterskibe og er identisk udstyret.

#### Patruljestyrken
Naval Patrol Force (forkortet NPF, (dansk): Patruljestyrken) er hovedansvarlig for patruljeringen af New Zealands eksklusive økonomiske zone, en af de største i verden. En anden opgave består i at give assistance til civile myndigheder såsom politiet, fiskeriministeriet og andre myndigheder. NPF består af:
- 2 inspektionsskibe: Protector-klassen (HMNZS Otago og HMNZS Wellington)

- 4 patruljefartøjer: Protector-klassen (HMNZS Pukaki, Hawea, Rotoiti, Taupo)

#### Logistikstyrken
HMNZS Endeavour er flådens forsyningsskib og er primært tiltænkt som støtte til de to fregatter og allierede skibe. Navnet Endeavour får sit navn fra britiske skib fra Royal Navy der bar James Cook til New Zealand på sin første rejse i 1769. Skibets hjemmehavn er New Plymouth.
HMNZS Canterbury, er RNZN's nye forsyningsskib. Skibet hejste kommando i juni 2007.

#### Den kystnære støttegruppe
Den kystnære støttegruppe består af et minerydningshold, hydrografitjenesten og dykkertjenesten. Dykkertjenesten (Operational Dive Team, ODT), er uddannet til dybthavsdykning samt sprængstof- og minerydning under vand. Gruppen er støttet af hydrografitjenesten og dykkerskibet. Derudover er dykkertjenesten i besiddelse af 4 x REMUS 100 undervandsdroner.

##### Søopmålingen
Flådens havopmålingsskib er HMNZS Resolution. Resolution bliver benyttet til at undersøge og kortlægge havområderne omkring New Zealand og stillehavsøerne. Skibet tilhørte tidligere United States Navy og var navngivet USNS Tenacious, hvis hovedopgave var at benytte sit TASS til at detektere fjendtlige undervandsbåde. Resolution er udstyret med en lille motorbåd, Adventure, og har basehavn i byen Gisborne. Resolution er udstyret med noget af det mest avancerede havundersøgelsesudstyr i verden.

##### Dykkerskib
Støtte til flådens dykkere ydes af fartøjet HMNZS Manawanui.

#### Helikoptere
RNZN benytter fem Kaman SH-2G Seasprite helikoptere der kan benyttes fra flådens to fregatter samt støtteskibe og inspektionsskibe. Disse fem helikoptere er underlagt 6. eskadrille i Royal New Zealand Air Force. Eskadrillen er baseret på flyvestationen Whenuapai ved Auckland, og helikopterene bliver tildelt skibene når de skal på øvelse eller operationer.
Nedenstående er en række af helikopterens roller:
- Overfladekrigsførelse
- Antiubådskrigsførelse
- Logistik/transport
- Search and rescue
- Evakueringer
- Træning
- Assistance til andre New Zealandske myndigheder.[8]

### Fremtiden
Regeringen i New Zealand udsendte i november 2010 en hvidbog der forudsætter en opgradering af ANZAC-klassen samt en erstatning af HMNZS Endeavour med et mere kapabelt skib. HMNZS Resolution og Manawanui skal begge erstattes af et enkelt skib.

## Rolle

### Forsvar
New Zealand Defense Force primære mission er som følgende:
"At sikre New Zealand mod udefrakommende trusler, at beskytte landets suveræne interesser inklusiv den eksklusive økonomiske zone (EØZ) samt være i stand til at træffe foranstaltninger mod uforudsete situationer i landets strategiske interessesfære."
Det umiddelbare opgavespektrum for flåden lyder således:
- Sikre New Zealand, inklusiv dets statsborgere, land, territorialfarvand, EØZ, resurser og nødvendig infrastruktur.

1. Reducere risici mod New Zealand fra regionale og globale usikkerheder.
2. At fremføre Newzealandske værdier og interesser gennem deltagelse i regionale og internationale sikkerhedssystemer.
3. Sikre at New Zealand er i stand til at møde fremtidige udfordringer i sikkerhedspolitiken.[11]

### Internationale operationer
Royal New Zealand Navy har til opgave at hjælpe med at forhindre enhver form for uro i New Zealand. Dette kan blandt andet gøres ved at have en tilstedeværelse ved uroplagede lande og assistere med at stabilisere disse lande. Eksempelvis vil enhver form for uro på Stillehavsøerne have mulighed for at påvirke New Zealand på grund af den stillehavsøernes relativt store befolkningsgrupper i den Newzealandske demografi. Stabiliteten i det sydlige stillehav anses for at være i New Zealands interessesfære. Flåden har deltaget i fredsskabende og -bevarende missioner i Østtimor, Bougainville og Salomonøerne.

### Civile roller
I 2002 undersøgte et udvalg (Maritime Forces Review) et antal opgaver som andre offentlige myndigheder har behov for flåden til at assistere med, dette svarer cirka til 1.400 dage årligt til søs.
Disse opgaver udgør blandt andet patruljering af EØZ, transport til fjerntliggende øer og støtte til New Zealands toldmyndigheder.
RNZN foretager havundersøgelser for staten i et arrangement underlagt en kommercielt kontrakt.

## Personel
Den 1. juli 2007 havde RNZN i alt 2.034 militært ansatte, 237 reservister og 378 civilt ansatte for i alt 2.699 ansatte. Omkring 1.800 af dem er ansat ved flådestationen i Auckland.
1. januar 2011 bestod RNZN af 2.135 militært ansatte, 332 reservister og 375 civilt ansatte.

### Reserver

#### Stående reserve
Alle militært ansatte kan, ved afskedigelse, påkræves tjeneste i den stående reserve og kan kræves op til fire års tjeneste i reserven. RNZN har ikke offentliggjort antallet af inaktive reservister siden starten af 1990'erne. Civile kan tilgå reserven i en af de tre tjenestegrene: Administration, sejlads (for tjeneste på patruljefartøjer), den maritime handelsorganisation. Tidligere militært ansatte i flåden kan indgå i reserven i deres tidligere tjenestegren og i forhold til tjenestetid, rang.
Reserven er organiseret i fire enheder i Auckland (med en satellitenhed ved Tauranga), Wellington, Christchurch og Dunedin:
- HMNZS Ngapona: Naval Reserve, Auckland[15]
- HMNZS Olphert: Naval Reserve, Wellington[16]
- HMNZS Pegasus: Naval Reserve, Christchurch[17]
- HMNZS Toroa: Naval Reserve, Dunedin[18]

### Træning
Konstabelgruppen gennemgår 12 ugers basistræning før man afgår til tjenestegrensspecifik træning hvorimod officerer gennemgår 22 ugers grundkursus i tre faser før man afgår til tjenestegrensspecifik træning.

## Rangorden
| NATO-rangklasse              | Newzealandsk rang    | Tilsvarende dansk rang   |           |           |           |           |           |
| Officerer                    | Officerer            | Officerer                | Officerer | Officerer | Officerer | Officerer | Officerer |
| ---------------------------- | -------------------- | ------------------------ | --------- | --------- | --------- | --------- | --------- |
| OF-10                        | Admiral of the Fleet | -                        |           |           |           |           |           |
| OF-9                         | Admiral              | Admiral                  |           |           |           |           |           |
| OF-8                         | Vice Admiral         | Viceadmiral              |           |           |           |           |           |
| OF-7                         | Rear Admiral         | Kontreadmiral            |           |           |           |           |           |
| OF-6                         | Commodore            | Flotilleadmiral          |           |           |           |           |           |
| OF-5                         | Captain              | Kommandør                |           |           |           |           |           |
| OF-4                         | Commander            | Kommandørkaptajn         |           |           |           |           |           |
| OF-3                         | Liutenant Commander  | Orlogskaptajn            |           |           |           |           |           |
| OF-2                         | Liutenant            | Kaptajnløjtnant          |           |           |           |           |           |
| OF-1                         | Sub Liutenant        | Premierløjtnant/Løjtnant |           |           |           |           |           |
| OF-D                         | Ensign               | -                        |           |           |           |           |           |
| Kadet                        | Midshipman           | -                        |           |           |           |           |           |
| Sergent- og konstabelgruppen |                      |                          |           |           |           |           |           |
| OR-9                         | Warrant Officer      | Chefsergent              |           |           |           |           |           |
| OR-8                         | Warrant Officer      | Seniorsergent            |           |           |           |           |           |
| OR-7                         | Chief Petty Officer  | Oversergent              |           |           |           |           |           |
| OR-6                         | -                    | -                        |           |           |           |           |           |
| OR-5                         | Petty Officer        | Sergent                  |           |           |           |           |           |
| OR-4                         | Leading Hand         | Korporal                 |           |           |           |           |           |
| OR-3                         | -                    | Marinespecialist         |           |           |           |           |           |
| OR-2                         | Able Rate            | Marineoverkonstabel      |           |           |           |           |           |
| OR-1                         | Ordinary Rate        | Marinekonstabel          |           |           |           |           |           |

### Yderligere læsning
- Kontreadmiral Jack Welch, "New Zealand's navy seeks 'credible minimum,'" International Defence Review 9/1995, Vol. 28 No. 9, side 75–77